# Shannonomyia erubescens
Shannonomyia erubescens är en tvåvingeart som beskrevs av Alexander 1944. Shannonomyia erubescens ingår i släktet Shannonomyia och familjen småharkrankar. Inga underarter finns listade i Catalogue of Life.